# Rafael Biermann
Rafael Biermann (* 1964 in Bielefeld) ist ein deutscher Politikwissenschaftler und Professor für Internationale Beziehungen an der Friedrich-Schiller-Universität Jena.

## Leben
Von 1990 bis 1991 arbeitete er während der Zeit der deutschen Einigung im Referat Politische Analysen im Bundeskanzleramt. Nach der anschließenden Promotion über die sowjetische Politik zur deutschen Einigung an der Universität Bonn arbeitete er von 1995 bis 1999 als Redenschreiber des Ministers, zuletzt als Referatsleiter, im Zentralen Arbeitsbereich des Planungsstabs des Bundesministerium der Verteidigung. Hier war er mit der NATO-Erweiterung, den NATO-Russland-Beziehungen und den Balkankriegen befasst. Die Habilitation zur Krisenprävention im Kosovo erfolgte 2004 an der Universität Bonn nach fünf Jahren als wissenschaftlicher Mitarbeiter am Zentrum für Europäische Integrationsforschung mit Zuständigkeit für die Erweiterung der Europäischen Union nach Ost- und Südosteuropa. In dieser Zeit führte Biermann eine Vielzahl von Förderprogrammen, u. a. für angehende Diplomaten, in allen Ländern des westlichen und östlichen Balkan durch. 2006 ging Biermann für drei Jahre als Visiting Professor ans Department for National Security Affairs der U.S. Naval Postgraduate School in Monterey, Kalifornien. Es folgte ein Jahr als Stellvertretender Dekan vom College der deutsch-amerikanischen Kooperationseinrichtung George C. Marshall Center for Security Studies in Garmisch-Partenkirchen.
Seit 2010 ist Biermann Inhaber des Lehrstuhls für Internationale Beziehungen an der Friedrich-Schiller-Universität Jena. Acht Jahre leitete er das Doppeldiplom mit der Nationalen Universität Kiew Mohyla-Akademie. Als Mitglied eines Evalutationspanels des Auswärtigen Amtes trug er zum Aufbau der Abteilung „Stabilisierung“, insbesondere von Evaluationsstrukturen zum Krisenmanagement und -prävention bei. Biermann gibt die Buchreihe „Innovative Konfliktforschung“ heraus. Er baute am Institut für Politikwissenschaft der Universität Jena den internationalen, englischsprachigen Master-Studiengang „International Organizations and Crisis Management“ (IOCM) auf, welchen er seit 2020 gemeinsam mit Christian Kreuder-Sonnen leitet.
Seine Forschungsschwerpunkte sind Kooperation und Konflikt zwischen internationalen Organisationen, internationale Konfliktbearbeitung, v. a. Prävention, innerstaatliche, v. a. ethnonationalistische Konflikte, Sezessionismus und De-Facto-Staatlichkeit und Patron-Klienten-Beziehungen sowie Security Governance in Europa mit dem regionalen Fokus auf Südosteuropa, den postsowjetischen Raum und den transatlantischen Beziehungen.

## Schriften (Auswahl)
- Societies in Transition. Reconciliation in the Balkans and the Caucasus (hg. mit Carolina Rehrmann und Phillip Tolliday).  (darin u. a. der Beitrag Reconciliation in Former Yugoslavia. Assessing Progress across the Region) Vandenhoeck & Ruprecht, Göttingen 2020, ISBN 978-3-525-52206-6
- Balancing Legal Norms, Moral Values and National Interests, Guest Editor eines Roundtable in Ethics and International Affairs, 33:1, 2019 (darin: Secessionist Conflict – A Happy Marriage of Norms and Interests?), doi:10.1017/S0892679418000898.
- Die Epochenscheide 1989/90 – Aufbruch in eine neue europäische Friedensordnung? Ein skeptischer Rückblick, in: Karl-Heinz Braun u. a. (Hg.): Historisches Jahrbuch, 139. Herder, Freiburg 2019, ISBN 978-3-451-38586-5, S. 163–196.
- Raus aus dem Schatten – Stand und Perspektiven der Forschung zu De-facto-Staaten, mit Sebastian Relitz, Zeitschrift für Friedens- und Konfliktforschung, 6:2, 2018, S. 207–258, doi:10.5771/2192-1741-2017-2-207.
- Palgrave Handbook of Inter-Organizational Relations in World Politics. (hg. mit Joachim A. Koops), Palgrave MacMillan, London 2017, ISBN 978-1-137-36038-0.
- Designing Cooperation among International Organizations. Autonomy Concerns, the Dual Consensus Rule, and Cooperation Failure, Journal of International Organization Studies, 6:2, 2015, S. 45–66.
- Coercive Europeanization. The EU’s struggle to contain secessionism in the Balkans, in: European Security, 23:4, 2014, S. 484–508 doi:10.1080/09662839.2014.918035.
- Legitimitätsprobleme humanitärer Intervention. Kontinuitätslinien zwischen Kosovo und Libyen, Zeitschrift für Friedens- und Konfliktforschung, 3:1, 2014, S. 3–38, doi:10.5771/2192-1741-2014-1-6.
- NATO’s Troubled Relations with Partner Organizations. A Resource Dependence Explanation, in: Sebastian Mayer (Hg.): NATO’s Post-Cold War Politics and the Changing Provision of Security Palgrave Macmillan, London 2014, ISBN 978-1-137-33030-7, S. 215–233.
- Die Länder des westlichen Balkans auf dem Weg in die NATO – vom Krisenmanagement zur Integration, in: Südosteuropa, 58:2, 2010, S. 156–172, doi:10.1515/soeu-2010-580203.
- Towards a Theory of Inter-Organizational Networking. The Euro-Atlantic Security Institutions Interacting, The Review of International Organizations, 3:2, 2008, S. 151–177, doi:10.1007/s11558-007-9027-9.
- Lehrjahre im Kosovo. Das Scheitern der internationalen Krisenprävention vor Kriegsausbruch. Schöningh, Paderborn/München/Wien/Zürich 2006, ISBN 3-506-71356-6.
- Zur Bedeutung freundschaftlicher Verbundenheit in der Politik. Eine Annäherung am Beispiel des deutschen Einigungsprozesses, in: Birgit Aschmann (Hg.): Gefühl und Kalkül. Der Einfluss von Emotionen auf die Politik des 19. Und 20 Jahrhunderts. Franz Steiner Verlag, München 2005, ISBN 978-3-515-08804-6, S. 197–230.
- Türkei ante portas. Zur Finalität des europäischen Erweiterungsprozesses, Historisch-Politische Mitteilungen, 12, 2005, S. 49–80, doi:10.7788/hpm.2005.12.1.49.
- Der Deutsche Bundestag und die Auslandseinsätze der Bundeswehr. Zur Gratwanderung zwischen exekutiver Prärogative und legislativer Mitwirkung, Zeitschrift für Parlamentsfragen, 35:4, 2004, S. 607–626.
- Deutsche Konfliktbewältigung auf dem Balkan. Erfahrungen und Lehren aus dem Einsatz, Nomos Verlag, Baden-Baden 2002, ISBN 978-3-7890-7943-6.
- The Stability Pact for South Eastern Europe – Potential, Problems and Perspectives. Bonn 1999, ISBN 3-933307-56-2.
- Zwischen Kreml und Kanzleramt. Wie Moskau mit der deutschen Einheit rang. Paderborn 1998, ISBN 3-506-79350-0.
- Verifikation durch Kooperation. Probleme und Perspektiven der Verifikation nuklearer Rüstungskontrollverträge. Bonn 1990, ISBN 3-7713-0375-3.